# Рой Тейлор (тенісист)
Рой Тейлор (англ. Roy Taylor; 1 січня 1883 — 1 січня 1934) — колишній австралійський тенісист.
Найвищим досягненням на турнірах Великого шолома були фінали в парному розряді.
Завершив кар'єру 1920 року.

## Фінали турнірів Великого шолома

### Парний розряд: (2 поразки)
| Результат | Рік  | Турнір                | Покриття | Партнер      | Суперники                   | Рахунок            |  |
| --------- | ---- | --------------------- | -------- | ------------ | --------------------------- | ------------------ |  |
| Поразка   | 1913 | Чемпіонат Австралазії | Трава    | Гаррі Паркер | Алф Гедеман Ерні Паркер     | 6–8, 6–4, 4–6, 4–6 |  |
| Поразка   | 1920 | Чемпіонат Австралазії | Трава    | Горас Райс   | Пет О'Гара Вуд Роналд Томас | 1–6, 0–6, 5–7      |  |